# 朝熊インターチェンジ
朝熊インターチェンジ（あさまインターチェンジ）とは、三重県伊勢市朝熊町にある伊勢二見鳥羽ラインのインターチェンジである。
このインターチェンジより、鳥羽および二見方面へはかつて有料道路だった。
形状はダイヤモンド型だが、隣の楠部インターチェンジの間の上り（伊勢）方面へは本線とは別に側道がある。

## 道路
- 伊勢二見鳥羽ライン

## 周辺
- 伊勢神宮
  - 朝熊神社・朝熊御前神社
  - 鏡宮神社
  - 加努弥神社
- 赤福本社工場
- 三重県営サンアリーナ
- 朝熊ヶ岳登山口

## 隣
伊勢二見鳥羽ライン
楠部IC - 朝熊IC - 朝熊東IC - 朝熊TB（廃止） - 二見JCT